# Sevens Grand Prix Series 2018
El Sevens Grand Prix Series de 2018 fue la decimoséptima temporada del circuito de selecciones nacionales masculinas europeas de rugby 7.

## Calendario
| Torneo                   | Ciudad     | Fecha                    | Campeón    |
| ------------------------ | ---------- | ------------------------ | ---------- |
| Seven de Moscú 2018      | Moscú      | 19-20 de mayo            | Irlanda    |
| Seven de Marcoussis 2018 | Marcoussis | 30 de junio - 1 de julio | Irlanda    |
| Seven de Exeter 2018     | Exeter     | 7-8 de julio             | Inglaterra |
| Seven de Lodz 2018       | Lodz       | 8-9 de septiembre        | Irlanda    |

## Tabla de posiciones
| Pos | País       | RUS | FRA | ENG | POL | Puntos |
| --- | ---------- | --- | --- | --- | --- | ------ |
| 1   | Irlanda    | 20  | 20  | 16  | 20  | 76     |
| 2   | Alemania   | 18  | 18  | 6   | 18  | 60     |
| 3   | Rusia      | 12  | 14  | 18  | 12  | 56     |
| 4   | Inglaterra | 10  | 16  | 20  | 8   | 54     |
| 5   | Portugal   | 6   | 12  | 14  | 16  | 48     |
| 6   | Francia    | 14  | 10  | 8   | 14  | 46     |
| 7   | Italia     | 16  | 8   | 3   | 3   | 30     |
| 8   | Gales      | 4   | 6   | 12  | 2   | 24     |
| 9   | España     | 8   | 2   | 4   | 10  | 24     |
| 10  | Georgia    | 2   | 3   | 10  | 4   | 19     |
| 11  | Suecia     | 3   | 1   | 1   | 6   | 11     |
| 12  | Polonia    | 1   | 4   | 2   | 1   | 8      |

|  | Clasificados al Seven de Hong Kong 2019 |
|  | Descenso al Trofeo 2019                 |

| Bandera de Irlanda |
| Campeón Irlanda    |
| 1º título          |